# Nacaduba fujiokai
Nacaduba fujiokai är en fjärilsart som beskrevs av Hayashi 1976. Nacaduba fujiokai ingår i släktet Nacaduba och familjen juvelvingar. Inga underarter finns listade i Catalogue of Life.